# Ternstroemia verticillata
Ternstroemia verticillata là một loài thực vật có hoa trong họ Pentaphylacaceae. Loài này được Klotzsch ex Wawra miêu tả khoa học đầu tiên năm 1886.